# Kulturpreis der deutschen Freimaurer
Der Kulturpreis der deutschen Freimaurer ist neben dem Lessing-Ring und dem Humanitären Preis eine der Auszeichnungen, welche die Großloge der Alten Freien und Angenommenen Maurer von Deutschland vergibt. 1966 als Literaturpreis begründet, wird er seit 1980 unter der Bezeichnung Kulturpreis verliehen. Er ist mit 10 000 Euro dotiert und dient der Anerkennung künstlerischen Schaffens, das den freimaurerischen Ideen der Toleranz, der Freiheit und der Brüderlichkeit entspricht.
Die bisherigen Träger des Literatur-/Kulturpreises sind:

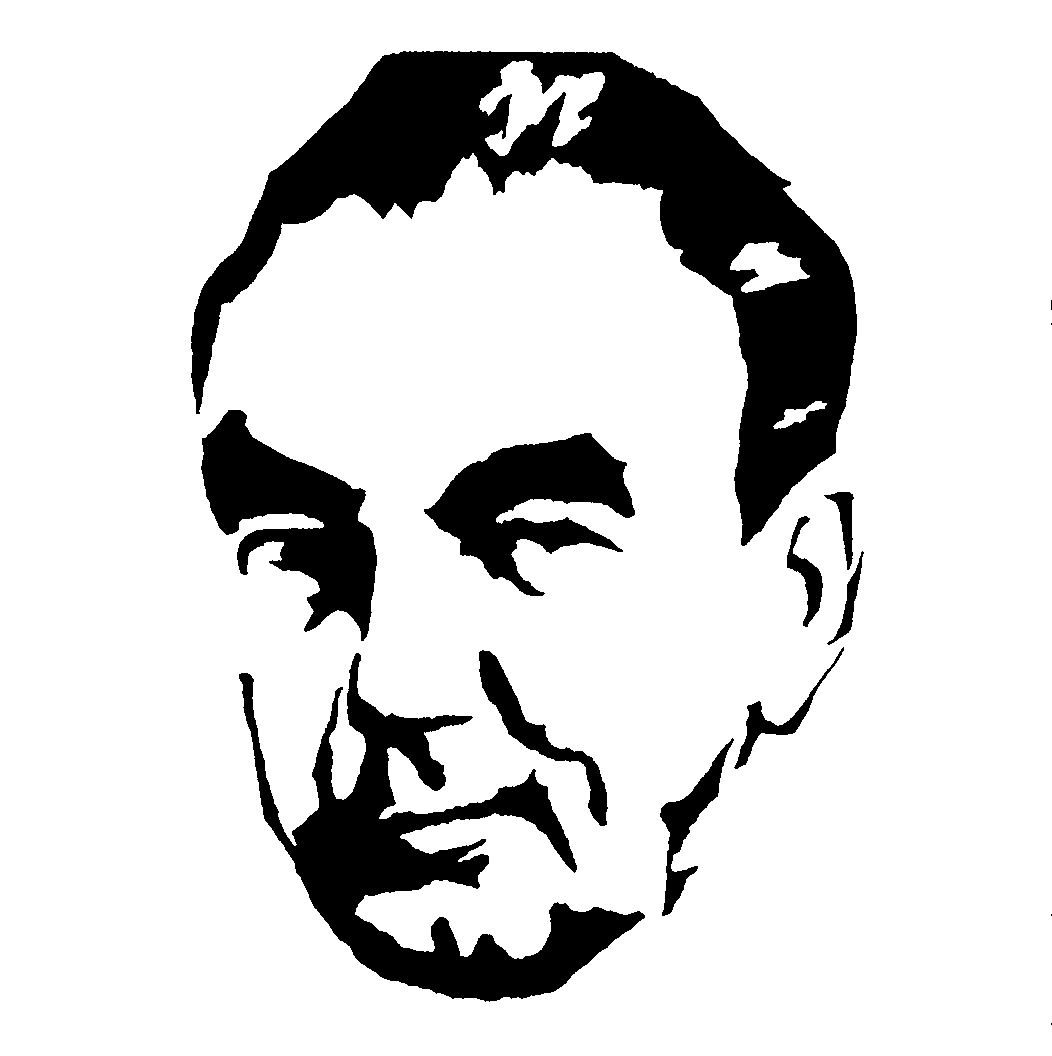
Erich Kästner
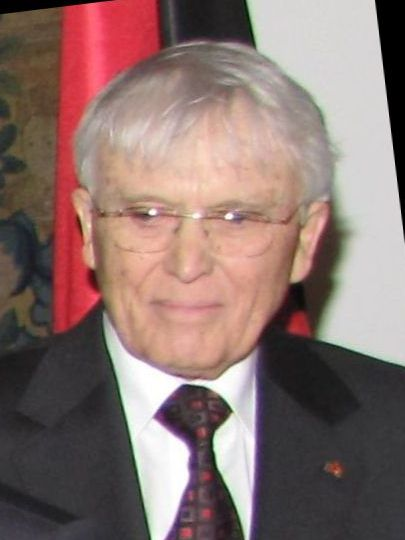
Reiner Kunze
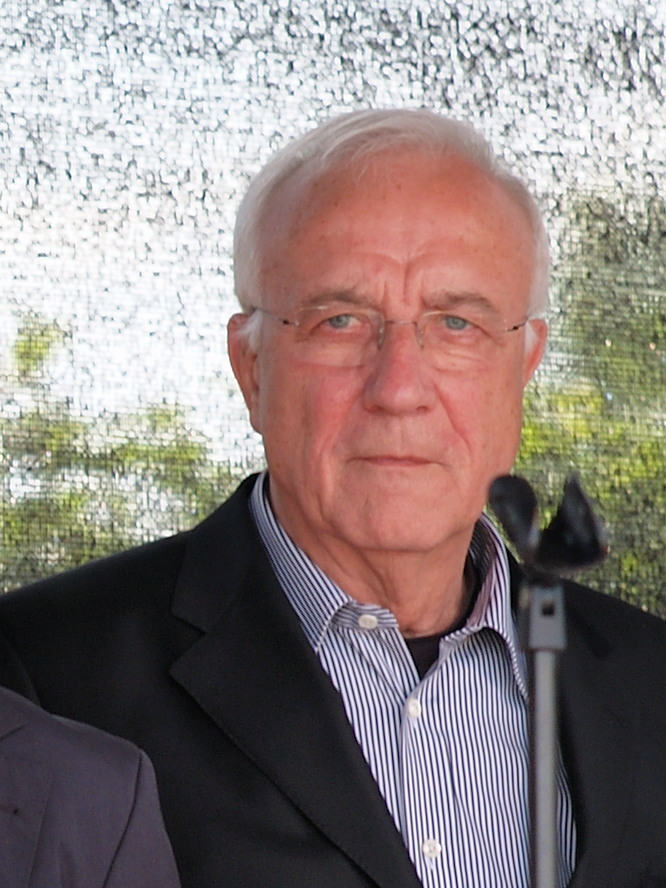
Fritz Pleitgen

- 1966 Max Tau (auch Empfänger des Lessing-Rings)
- 1968 Erich Kästner (auch Empfänger des Lessing-Rings)
- 1970 Siegfried Lenz (auch Empfänger des Lessing-Rings)
- 1972 Golo Mann (auch Empfänger des Lessing-Rings)
- 1973 Theodor Binder
- 1974 Peter Huchel (auch Empfänger des Lessing-Rings)
- 1976 Helga Einsele
- 1978 Winfried Dotzauer
- 1979 Arnold Dannenmann
- 1980 Otto Friedrich Bollnow
- 1981 Johannes Mario Simmel
- 1982 Yehudi Menuhin
- 1982 Eduard Zimmermann
- 1983 Lew Kopelew (auch Empfänger des Lessing-Rings)
- 1986 Karlheinz Böhm
- 1991 Otmar Alt
- 1993 Reiner Kunze (auch Empfänger des Lessing-Rings)
- 1998 Ernst-Jürgen Walberg und Thomas Balzer
- 2001 Arno Surminski (auch Empfänger des Lessing-Rings)
- 2004 Fritz Pleitgen
- 2007 Hans Küng (auch Empfänger des Lessing-Rings)[3]
- 2009 Gidon Kremer
- 2012 Kurt Masur[4]
- 2017 Uwe Tellkamp[5]